# Lafaure
Die Lafaure ist ein kleiner Fluss in Frankreich, der im Département Pyrénées-Atlantiques in der Region Nouvelle-Aquitaine verläuft. Sie entspringt an der Gemeindegrenze von Lohitzun-Oyhercq und Ainharp, entwässert generell in nördlicher Richtung durch das französische Baskenland und mündet nach rund 17 Kilometern im Gemeindegebiet von Espiute als linker Nebenfluss in den Saison.

## Orte am Fluss
(Reihenfolge in Fließrichtung)
- Pedronea, Gemeinde Lohitzun-Oyhercq
- Kakoa, Gemeinde Ainharp
- Aroue, Gemeinde Aroue-Ithorots-Olhaïby
- Barthabürüa, Gemeinde Etcharry
- Espiute